# Reda Kateb
Reda Kateb (en árabe: رضا كاتب‎; nacido el 15 de enero de 1977) es un actor francés de origen argelino.

## Vida y carrera
Kateb nació en Ivry-sur-Seine, Francia, hijo de un actor argelino, Malek-Eddine Kateb, y una enfermera francesa de origen checo e italiano. Es sobrino nieto del escritor argelino Kateb Yacine. Creció en Ivry-sur-Seine, en la región de París, donde vivió hasta 2011 antes de mudarse a Montreuil.
Reda Kateb comenzó su carrera como actor a la edad de ocho años, practicando grandes clásicos y obras contemporáneas. Su interés en la profesión de actor está vinculado a las influencias de su familia y, en particular, a su padre, actor y cofundador del Teatro Nacional Argelino, que «le enseñó el amor por la interpretación».
Kateb desempeña su primer papel como líder de pandillas en la segunda temporada de la serie de televisión Engrenages en 2008. Al año siguiente, hizo su debut en el cine en Un profeta de Jacques Audiard. 
En 2014, rodó junto a Viggo Mortensen, la película "Lejos de los hombres" (Loin des hommes), una coproducción franco-belga. 
Su cortometraje Pitchoune fue presentado en la sección Quincena de Directores en el Festival de Cine de Cannes 2015.
Durante el Festival de Cine de Cannes 2017, fue miembro del jurado de Un Certain Regard, presidido por la actriz y productora estadounidense Uma Thurman.